# إميل س. كيل
إميل س. كيل (بالإنجليزية: Emil C. Kiel)‏ هو ضابط أمريكي، ولد في 25 سبتمبر 1895 في ويسكونسن في الولايات المتحدة، وتوفي في 1 ديسمبر 1971.